# Harry Andersson
Harry Andersson (Norrköping, 7 marzo 1913 – Norrköping, 6 giugno 1996) è stato un calciatore svedese, di ruolo attaccante.

## Carriera
Nel 1935 fu capocannoniere del campionato svedese.

## Palmarès

### Club

#### Competizioni nazionali
- Campionato svedese: 1

Sleipner: 1937-1938